# Беспалов, Владимир Юрьевич
Влади́мир Ю́рьевич Беспа́лов (латыш. Vladimirs Bespalovs; 22 июня 1988, Вентспилс) — латвийский футболист, защитник.
В настоящее время — член правления футбольного клуба «Вентспилс».

## Карьера
Воспитанник клуба «Вентспилс», в начале 2006 года Владимир Беспалов был впервые заявлен в главную команду. 4 ноября 2007 года, в матче против даугавпилсской «Даугавы», Владимир Беспалов дебютировал в Высшей лиге Латвии.
В середине 2010 года Владимир Беспалов сумел укрепиться в основном составе «Вентспилса», а в начале августа был вызван в молодёжную сборную Латвии.
В ноябре 2010 года Владимира Беспалова вызвали в национальную сборную Латвии на товарищеский матч со сборной Китая. В этом матче он и дебютировал в рядах сборной, выйдя на замену на 90-й минуте вместо Юрия Жигаева. В 2011 и 2012 году Владимир Беспалов был заявлен на матчи со сборными Боливии, Израиля, Австрии и Казахстана, однако в них он на поле не выходил.
После смерти своего отца Юрия Беспалова 4 апреля 2012 года, Владимир Беспалов завершил свою карьеру футболиста и начал работать в правлении футбольного клуба «Вентспилс».

## Достижения
- Чемпион Латвии (4): 2006, 2007, 2008, 2011.
- Серебряный призёр чемпионата Латвии: 2009, 2010.
- Обладатель Кубка Латвии (2): 2007, 2011.
- Финалист Кубка Латвии: 2008.
- Победитель Балтийской лиги: 2010.
- Финалист Балтийской лиги: 2007, 2011.
- Финалист Кубка чемпионов Содружества: 2007.